# 1227
| [ Edytuj tabelę ]                          |                                                                                           |
| Książę Małopolski                          | - 1211 Leszek Biały 1227 - 1227 Henryk I Brodaty 1228 - 1227 Władysław III Laskonogi 1229 |
| Książę Wielkopolski                        | - 1202 Władysław III Laskonogi 1229                                                       |
| Król Angkoru                               | - 1218 Indrawarman II 1244                                                                |
| Król Anglii                                | - 1216 Henryk III 1272                                                                    |
| Król Aragonii i Walencji, hrabia Barcelony | - 1213 Jakub I Zdobywca 1276                                                              |
| Książę Bawarii                             | - 1183 Ludwik I 1231                                                                      |
| Margrabia Brandenburgii                    | - 1220 Otto III 1267                                                                      |
| Książę Burgundii                           | - 1218 Hugo IV 1272                                                                       |
| Cesarz Bizancjum                           | - 1222 Jan III Dukas Watatzes 1254                                                        |
| Car Bułgarii                               | - 1218 Iwan Asen II 1241                                                                  |
| Cesarz Chin                                | - 1224 Song Lizong 1264                                                                   |
| Król Cypru                                 | - 1218 Henryk I 1253                                                                      |
| Król Czech                                 | - 1198 Przemysł Ottokar I 1230                                                            |
| Król Danii                                 | - 1202 Waldemar II Zwycięski 1241                                                         |
| Władca Egiptu                              | - 1218 Al-Kamil 1238                                                                      |
| Cesarz Etiopii                             | - 1189 Gebre Meskel 1229                                                                  |
| Król Francji                               | - 1226 Ludwik IX Święty 1270                                                              |
| Król Gruzji                                | - 1223 Rusudan 1245                                                                       |
| Hrabia Holandii                            | - 1222 Floris IV Holenderski 1234                                                         |
| Cesarz Japonii                             | - 1221 Go-Horikawa 1232                                                                   |
| Kalif                                      | - 1226 Al-Mustansir 1242                                                                  |
| Król Kastylii                              | - 1217 Ferdynand III Święty 1252                                                          |
| Patriarcha Konstantynopola                 | - 1222 German II 1240                                                                     |
| Władca Korei                               | - 1213 Kojong 1259                                                                        |
| Król Leónu                                 | - 1188 Alfons IX 1230                                                                     |
| Książę Litwy                               | - 1219 Dowsprunk 1238                                                                     |
| Cesarz Łaciński                            | - 1217 Robert de Courtenay 1228                                                           |
| Kalif Maroka                               | - 1224 Abdullah al-Adil 1227 - 1227 Jahja al-Mutasim 1229                                 |
| Król Nawarry                               | - 1194 Sanczo VII 1234                                                                    |
| Król Norwegii                              | - 1217 Haakon IV Stary 1263                                                               |
| Hrabia Palatynatu                          | - 1214 Ludwik I Wittelsbach 1227 - 1227 Otton I Bawarski 1253                             |
| Papież                                     | - 1216 Honoriusz III 1227 - 1227 Grzegorz IX 1241                                         |
| Król Portugalii                            | - 1223 Sancho II 1248                                                                     |
| Sułtan Rumu                                | - 1220 Kajkubad I 1237                                                                    |
| Książę Rusi halickiej                      | - 1221 Mścisław II Udały 1227 - 1227 Mścisław I Niemy 1229                                |
| Cesarz Rzymski (niemiecki)                 | - 1220 Fryderyk II 1250                                                                   |
| Książę Saksonii                            | - 1212 Albrecht I 1260                                                                    |
| Król Serbii                                | - 1217 Stefan Nemanicz 1228                                                               |
| Król Singasari                             | - 1222 Ken Angrok 1227 - 1227 Anuśpati 1248                                               |
| Król Szkocji                               | - 1214 Aleksander II 1249                                                                 |
| Król Szwecji                               | - 1222 Eryk XI Eriksson 1229                                                              |
| Doża Wenecji                               | - 1205 Pietro Ziani 1229                                                                  |
| Król Węgier                                | - 1205 Andrzej II 1235                                                                    |
| Wielki mistrz zakonu krzyżackiego          | - 1209 Hermann von Salza 1239                                                             |

Rok 1227 / MCCXXVII
stulecia: XII wiek ~
XIII wiek ~
XIV wiek

lata: 1217 «
1222 «
1223 «
1224 «
1225 «
1226 «
1227
» 1228
» 1229
» 1230
» 1231
» 1232
» 1237

## Wydarzenia w Polsce
- Koniec zwierzchnictwa duńskiego nad Pomorzem Zachodnim.
- Przy współudziale Henryka Brodatego założono klasztor w Henrykowie. W Księdze henrykowskiej znajdują się informacje o bogactwach zakonu cystersów, a także o tym, że cały kraj wokół był wówczas rdzennie polski, chłopi dochodzili do znacznej zamożności, znajdowali zaufanie samego księcia, niektórzy z nich siedzieli w małych gródkach. Nazwiska brzmiały: Głąb, Pirosz, Kwiatek, Krzepisz, Żuk, Kołacz. Wsie zwały się: Czesławice, Muszkowice, Cienkowice, Kobyla Głowa, Ciepłowody, Targowica, Zarzyca, Raczyce, Brukalice, Skalice, Krzelków, Wadochowice.
- 24 listopada – zbrodnia gąsawska: podczas zjazdu książąt w Gąsawie został zamordowany przez siepaczy księcia pomorskiego Świętopełka i Władysława Odonica Leszek Biały.

## Wydarzenia na świecie
- 19 marca – Grzegorz IX został wybrany na papieża.
- 18 sierpnia – śmierć Temudżyna i podział imperium mongolskiego między pięciu jego synów.
- 22 lipca – bitwa pod Bornhöved – koalicja książąt północnoniemieckich pokonała króla duńskiego Waldemara II[1].

## Urodzili się
- 29 września – Gertruda z Altenbergu, niemiecka norbertanka, błogosławiona katolicka (zm. 1297)

## Zmarli
- 18 marca – Honoriusz III, papież (ur. ok. 1150)[2]
- 18 sierpnia – Czyngis-Chan (właściwie Temudżyn), władca mongolski, twórca imperium mongolskiego (ur. 1152 lub 1162)
- 11 września – Ludwik IV Święty, landgraf Turyngii (ur. 1200)[3]
- 13 października – Daniel Fasanella, męczennik, franciszkanin (ur. 2 poł. XII w.)
- 24 listopada – Leszek Biały, książę sandomierski, syn Kazimierza Sprawiedliwego (ur. 1184 lub 1185)